# Karel Senecký
Karel Senecký (17. března 1919 – 28. dubna 1979) byl český fotbalista, československý reprezentant.

## Sportovní kariéra
Upozornil na sebe již jako dorostenec v dresu SK Nusle. Byl průbojný a technický útočník a zejména výborný střelec. V 17 letech odjel na krátkou dobu do Splitu, kde hrál za HNK Hajduk Split, opravdovou fotbalovou hvězdou se stal až v roce 1937 v dresu pražské Sparty. V lize hrál za ni mnoho let. Působil na Letné v letech 1937–1955. Patří k legendám letenského klubu, je jediným sparťanským fotbalistou, který získal mistrovské tituly ve třicátých, čtyřicátých i padesátých letech 20. století. Titulů mistra Československa získal 6 (1938, 1939, 1946, 1948, 1952, 1954) a jeden titul si připsal též v protektorátní lize (1944). Za Spartu odehrál 688 zápasů, z toho 352 ligových. Dal 98 gólů, 50 z toho ligových. Svou kariéru končil opět v SK Nusle. Nejlepší fotbalová léta měl na začátku 40. let, po osvobození reprezentoval dál, ale už na místě krajního obránce, na toto místo se přeškolil během válečných let.
Byl účastník mistrovství světa ve Francii roku 1938. Za československou reprezentaci odehrál 21 zápasů a vstřelil 5 gólů.
Souběžně s hráčskou kariérou celý život pracoval jako dělník v ČKD Lokomotivka.